# Мосты через забвение
«Мосты через забвение» — советский фильм 1969 года, снятый на киностудии «Арменфильм» режиссёром Юрием Ерзинкяном.

## Сюжет
О подвиге во время Великой Отечественной войны подпольщика Генриха Захаряна и о связях, мостах между поколениями, нравственной эстафете…

В фильме — два времени.
Настоящее — знакомство юноши и девушки, которых проливной дождь случайно загнал в соседние телефонные будки на берегу реки в маленьком городе.
И прошлое — рассказ об одном из многих героев военных лет, подпольщике Захаряне, который во время войны работал и погиб в этих местах.

Генрих Захарян — герой подлинный, не выдуманный, и основные события его жизни отражены на основе документальных материалов. Это одновременно как бы авторский рассказ о Захаряне и представление о нем главных персонажей фильма — юноши и девушки. Судьба Генриха Захаряна невидимо присутствует в судьбе молодых ребят сегодня.— «Советский экран» № 6, март 1969 года

## В ролях[1]
В главных ролях:
- Виталий Ованесов — студент, торопящийся в этот день защитить дипломную работу
- Людмила Гладунко — девушка, уезжающая навсегда из родного города
- Гуж Манукян — Генрих Захарян

А также:
- А. Толбузин — мужчина, похожий на отца девушки
- Т. Карантонсис — молодая женщина в купальнике
- Е. Евстигнеев — человек, предлагающий всем гвозди
- Р. Колесова — тётя Сильва, буфетчица
- Л. Нефёдова — девушка из далекого прошлого
- А. Денисова — старушка, которой Генрих обещал поколоть дрова
- Г. Нагавкин — немецкий офицер
- В. Басов — бандит
- С. Чекан — бандит
- Н. Кузьмин — бандит

## Критика
Симптоматично появление на «Арменфильме» ленты «Мосты через забвенье». Перекличка поколений известная тема, неоднократно обращалось к ней советское кино. Но фильм, поставленный на эту тему, к чести его авторов, не повторяет пройденного: искусство не терпит повторений, заимствований. Сегодняшние, по-своему увиденные авторами проблемы встают в этой картине. Впрочем, будет правильнее предоставить судить о нём зрителям и критикам.— Искусство кино, 1969
В кинопрокате СССР 1970 года фильм посмотрели 4,5 млн.зрителей при тираже в 698 копий.
Киновед Альберт Гаспарян писал, что режиссёр решил эту его картину «в совершенно ином плане» нежели предыдущие его работы, журнал «Советский экран» (1970) отмечал, что выбранная режиссёром манера, когда эпизоды фильма «в достаточной степени условны», таит трудности и усложняет повествование.